# Grauwe wilgblaasbladwesp
De grauwe wilgblaasbladwesp (Euura bridgmanii) is een vliesvleugelig insect uit de familie van de bladwespen (Tenthredinidae). De wetenschappelijke naam van de soort is gepubliceerd in 1883 door Cameron.

## Levenswijze
Er zijn twee generaties per jaar. Imago's worden gevonden in mei (eerste generatie) en juli (tweede generatie). De gallen zijn afgeplat, langwerpig, groter aan de bovenzijde van het blad dan aan de onderzijde, met een glad oppervlak, licht behaard (vooral aan de onderzijde), donkergroen van kleur. Bij grauwe wilg zijn ze zichtbaar groter en minder behaard dan bij andere wilgensoorten. De larven verpoppen zich in de grond.

## Waardplant
De soort komt voor op wilgen, waaronder:
- Salix appendiculata
- Salix aurita (Geoorde wilg)
- Salix caprea (Boswilg)
- Salix cinerea (Grauwe wilg)
- Salix foetida
- Salix hastata
- Salix phylicifolia
- Salix silesiaca
- Salix starkeana
- Salix waldsteiniana

## Verspreiding
De soort is waargenomen in België, Tsjechië, Finland, Frankrijk, Nederland, Ierland, Duitsland, Noorwegen, Slowakije, Zwitserland, Zweden, Hongarije, Groot-Brittannië en Italië.